# 안드렐톤 시몬스
Andrelton A. Simmons (1989년 9월 4일)는 메이저리그 미네소타 트윈스의 유격수이다. 그는 이전에 애틀랜타 브레이브스와 로스앤젤레스 에인절스에서 뛰었다. 그는 수비 능력으로 상당한 주목을 받고 유격수로 4 개의 골드글러브, 윌슨 MLB 올해의 종합 수비 선수상, 6 개의 필딩 바이블 어워드를 수상했다. 2019년 시즌을 마친 현재, 그는 각 시대별 통계(2003- 현재 DRS, 2002- 현재 UZR)의 모든 유격수를 상대로 DRS 및 UZR 1위를 차지했다.

## 아마추어 경력
시몬스는 퀴라소 출생인 켄리 잰슨과 디디 그레고리우스와 함께 청소년 시절 야구를 했으며, 또한 농구선수와 축구선수로도 활동했다.
그의 마른 체격 때문에 시몬스는 오클라호마 주에 있는 웨스턴 오클라호마 주립대에 다닐 때까지 MLB 스카우트들로부터 많은 관심을 끌지 못했다. 웨스턴 오클라호마 주립 대학 신입생 시절, 시몬스는 타율 0.472 홈런 7개 40타점을 기록하며 2010년 자신의 팀을 NJCAA. 디비전 II 대학 월드 시리즈로 이끌었다.

## 전문 경력

### 애틀랜타 브레이브스 시절
시몬스는 웨스턴 오클라호마 주립 대학에서 열린 2010 메이저 리그 신인드래프트에서 2라운드로 애틀랜타 브레이브스에 지명되었다.
2012년 시즌 이전에 시몬스는 베이스볼 아메리카에서 선정한 유망주 랭킹 팀 내 4위, 전체 92위를 차지했다. 스프링 트레이닝 중에 그는 브레이브스의 주전 유격수 자리를 놓고 타일러 패스토니키와 경쟁했다. 그리고 2012년 5월 30일 브레이브스는 시몬스를 콜업하여 6월 2일 워싱턴 내셔절스를 상대로 메이저 리그 데뷔전을 치렀다. 그는 6월 3일 메이저 리그 데뷔 첫 안타로 2루타를 기록했다. 시몬스는 6월에 타율 0.333을 기록했으며, 6개의 2루타, 3개의 홈런, 14개의 타점을 기록하여 2012년 6월 내셔널 리그 이달의 신인상을 수상했다. 그는 타율과 출루율에서 모든 NL 신인들을 앞섰다. 그는 또한 뛰어난 수비로 호평을 받았다. 그러나 2012년 7월 8일 필라델피아 필리스와의 경기에서 2루에서 해드퍼스트 슬라이딩을 하던 중 오른쪽 손의 다섯 번째 중수골이 골절되었다. 그리고 7월 9일 그는 15일 부상자 명단에 등재되었다.
2012년 내셔널 리그 와일드 카드에서 세인트루이스 카디널스와의 경기에서 8회에 카디널스의 유격수 피트 코즈마와 좌익수 맷 할리데이 사이에서 떨어지는 뜬공을 쳤다. 많은 사람들이 1루타고 믿었지만 좌익수 심판 샘 할브룩은 인필드 플라이를 선언하고 아웃 처리했다. 분노한 브레이브스 팬들은 경기장을 쓰레기로 뒤덮어 19분의 경기 지연과 몰수 위협을 일으켰다. 애틀랜타는 6-3으로 패하고 탈락했다.
시몬스는 2013년에 157 경기에 출전하여 첫 풀 시즌을 소화하면서 가장 높은 DRS(수비수가 상대팀의 득점을 저지하는 능력을 수치화 한 것)를 기록했고 그 시즌의 수비로 골드글러브, 필딩바이블, 및 플래티넘 글러브를 수상했다.
2014년 2월 20일, 애틀랜타 브레이브스는 시몬스와 7년 5천 8백만 달러의 계약을 체결했다. 2014년 그는 타율 0.244 출루율 0.286 장타율 0.331을 기록했다. 시즌 후에 시몬스는 골드글러브와 필딩바이블 어워드를을 수상했다.
2015년 그는 타율 0.265 출루율 0.321 장타율 0.338을 기록했다.

### 로스앤젤레스 에인절스 시절
2015년 11월 12일, 시몬스는 포수 호세 브리세노와 함께 에릭 아이바, 션 뉴컴 및 크리스 엘리스를 상대로 애너하임의 로스앤젤레스 에인절스로 트레이드되었다. 2016년 5월 9일 탬파베이 레이스와의 경기에서 왼쪽 엄지 손가락의 척골 측부 인대가 찢어져 부상자 명단에 등록되었고 6월 16일에 복귀했다. 그 시즌에 그는 타율 0.281 출루율 0.324 장타율 0.366을 기록했고, 자신이 들어섰던 448번의 타수 중 7.9 %에서만 삼진을 당했다. 그는 4년 연속 필딩바이블 어워드를 수상했다.
2017년 시몬스는 타율 0.278 출루율 0.331 장타율 0.421에, 14홈런 69타점을 기록했고, 그 시즌 동안 메이저리그 야구선수 중 가장 낮은 삼진율 (10.4%)을 기록했다. 그 결과 시몬스는 아메리칸 리그 MVP 투표에서 8 위를 차지했다. 그리고 그는 2017년에 통산 세 번째 골드글러브를 수상했다. 2017년 그가 기록한 수비 승리기여도 5.0은 1917년 이후 가장 높은 수치였다.
2018년 타율 0.292 출루율 0.337 장타율 0.417에 11홈런, 커리어 하이인 75 타점, 28개의 내야 안타, 전체 메이저 리그 야구 선수 중 가장 낮은 삼진율 (7.3%)을 기록했다. 또한 2년 연속으로 메이저 리그에서 타석 당 투구 수 (3.30)로 가장 낮았고 풀백 률 (51.0%)에서 메이저 1 위를 기록했다. 그는 또한 통산 두 번째로 연속 시즌 골드 글러브를 수상했다. 2018년 현재 그는 삼진 당 타수 (10.32)를 기록했다. 그리고 2019년 5월 21일 발목 부상으로 부상자 명단에 올랐다.
2020년 9월 22일, 시몬스는 2020 시즌의 나머지 부분을 포기한다고 발표했다. 그는 처음에 COVID-19와 관련된 우려 때문이라고 생각했지만 2021년 2월 우울증과 자살 충동으로 인한 퇴단이였다고 밝혔다.

### 미네소타 트윈스 시절
2021년 1월 31일, 시몬스는 미네소타 트윈스와 1년, 1,050만 달러 계약을 체결했다.

## 국제 경력

### 월드 베이스볼 클래식
시몬스는 2013년, 2017년 월드 베이스볼 클래식에서 네덜란드 대표팀에서 뛰었다.

## 연도별 타격 성적
| 연 도     | 소 속     | 경 기 | 타 석 | 타 수 | 득 점 | 안 타 | 2 루 타 | 3 루 타 | 홈 런 | 루 타 | 타 점 | 도 루 | 도 루 자 | 희 생 번 | 희 생 플 | 볼 넷 | 고 4 | 사 구 | 삼 진 | 병 살 타 | 타 율 | 출 루 율 | 장 타 율 | O P S |
| --------- | --------- | ----- | ----- | ----- | ----- | ----- | ------- | ------- | ----- | ----- | ----- | ----- | -------- | -------- | -------- | ----- | ---- | ----- | ----- | -------- | ----- | -------- | -------- | ----- |
| 2012년    | ATL       | 49    | 182   | 166   | 17    | 48    | 8       | 2       | 3     | 69    | 19    | 1     | 0        | 0        | 3        | 12    | 1    | 1     | 21    | 5        | .289  | .335     | .416     | .751  |
| 2013년    | ATL       | 157   | 658   | 606   | 76    | 150   | 27      | 6       | 17    | 240   | 59    | 6     | 5        | 5        | 4        | 40    | 1    | 3     | 55    | 16       | .248  | .296     | .396     | .692  |
| 2014년    | ATL       | 146   | 576   | 540   | 44    | 132   | 18      | 4       | 7     | 179   | 46    | 4     | 5        | 2        | 2        | 32    | 4    | 0     | 60    | 25       | .244  | .286     | .331     | .617  |
| 2015년    | ATL       | 147   | 583   | 535   | 60    | 142   | 23      | 2       | 4     | 181   | 44    | 5     | 3        | 1        | 2        | 39    | 6    | 6     | 48    | 19       | .265  | .321     | .338     | .660  |
| 2016년    | LAA       | 124   | 483   | 448   | 48    | 126   | 22      | 2       | 4     | 164   | 44    | 10    | 1        | 1        | 4        | 28    | 0    | 2     | 38    | 16       | .281  | .324     | .366     | .690  |
| 2017년    | LAA       | 158   | 647   | 589   | 77    | 164   | 38      | 2       | 14    | 248   | 69    | 19    | 6        | 0        | 8        | 47    | 0    | 3     | 67    | 20       | .278  | .331     | .421     | .752  |
| 2018년    | LAA       | 146   | 600   | 554   | 68    | 162   | 26      | 5       | 11    | 231   | 75    | 10    | 2        | 1        | 5        | 35    | 2    | 5     | 44    | 17       | .292  | .337     | .417     | .754  |
| 2019년    | LAA       | 103   | 424   | 398   | 47    | 105   | 19      | 0       | 7     | 145   | 40    | 10    | 2        | 0        | 0        | 24    | 1    | 2     | 37    | 21       | .264  | .309     | .364     | .673  |
| 2020년    | LAA       | 30    | 127   | 118   | 19    | 35    | 7       | 0       | 0     | 42    | 10    | 2     | 0        | 0        | 0        | 8     | 0    | 1     | 16    | 5        | .297  | .346     | .356     | .702  |
| 통산：9년 | 통산：9년 | 1060  | 4280  | 3954  | 456   | 1064  | 188     | 23      | 67    | 1499  | 406   | 67    | 24       | 10       | 28       | 265   | 15   | 23    | 386   | 144      | .269  | .317     | .379     | .696  |

- 2020시즌 종료 기준.
- 각년도의 굵은 글씨는 리그 최고.